# ワイパー
ワイパー（英: Wiper）とは、汚れや不純物を拭き取る機構である。
この項目では自動車等の輸送機器の窓に装備される部品、および、住宅などで用いる清掃用具について記述する。

## 輸送機器のワイパー

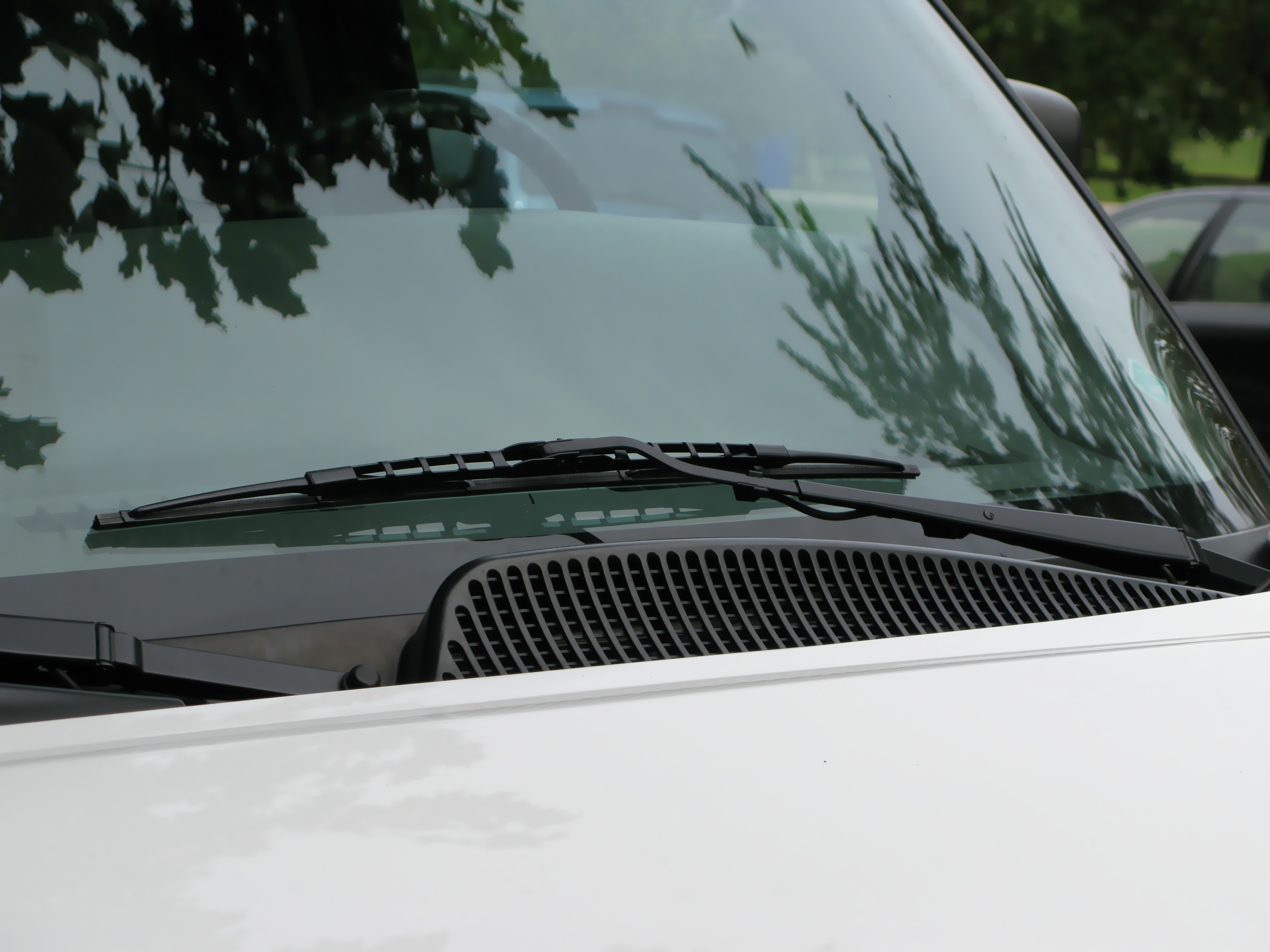
自動車のワイパー

輸送機器に装備されるワイパー（Wiper）は、降雨・降雪時および時化た海、泥濘地などでの運行において、主にフロントガラスに付着した水・氷、海水や泥水などを払拭し運行者の視界を確保する装置である。
日本での法令用語は「窓ふき器」と称され、アメリカではWindshield wiper、イギリスではWindscreen wiper と称される。プジョーが世界で初めて自動車にワイパーを装備している。
日本ワイパーブレード連合会は、自動車用ワイパー交換の啓蒙のため、毎年6月6日を「ワイパーの日」と定めている。

### 歴史
安全上重要な装置で、メアリー・アンダーソン(1866-1953) の発明である。類似の考案は従前から存在するも、彼女の考案によるゴムブレードとバネ式アームを使用した装置は曲面のガラスにも密着して効果的に払拭できることが画期的で、1903年11月に特許が成立した。1920年の特許切れ以降、大半の自動車に標準装備されている。
世界で初めて雨滴感知式間欠オートワイパーを装備したのは、1983年に発売された6代目日産・セドリックである。

### 構造

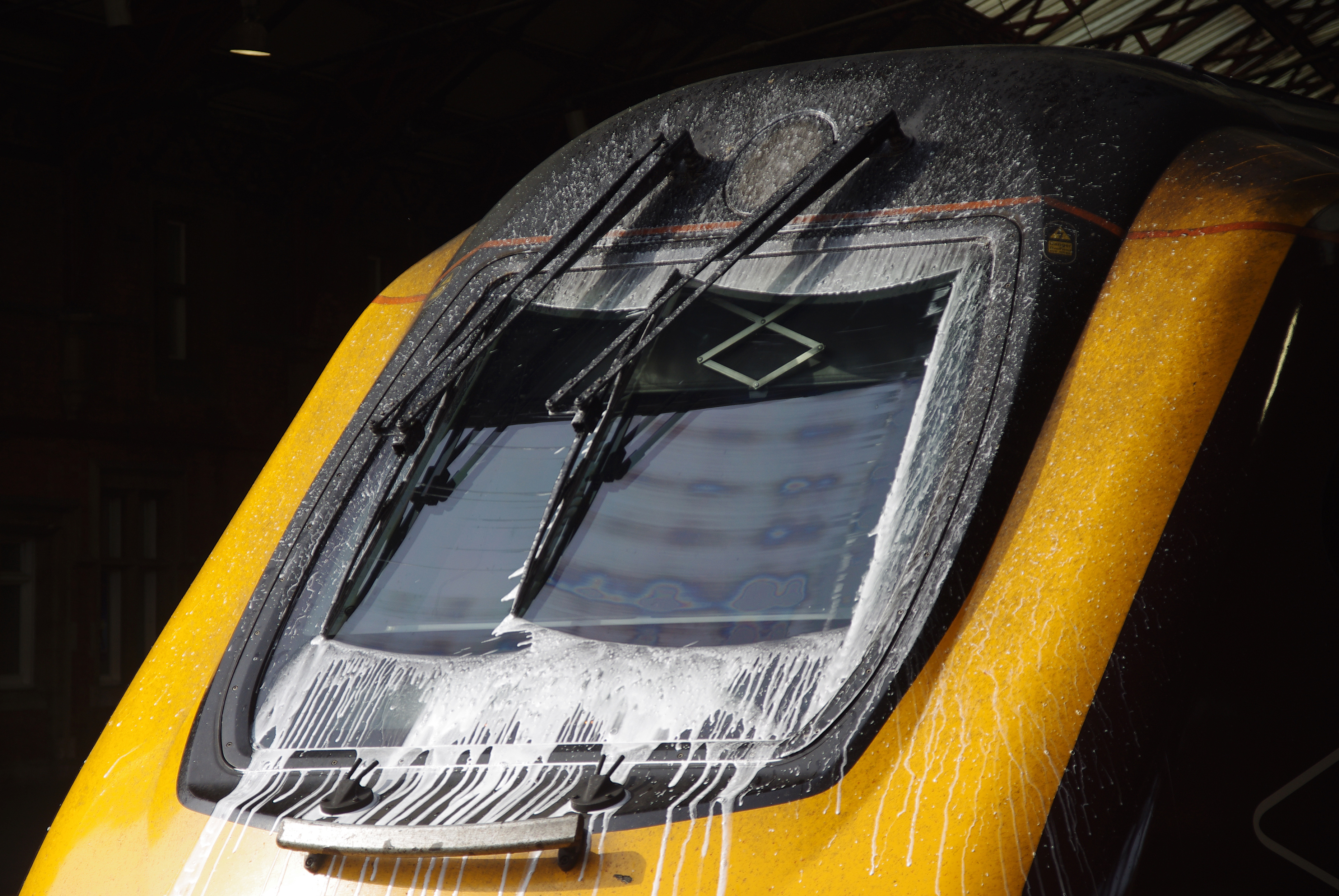
ウォッシャー液を噴射してガラスを払拭する鉄道車両

電動機の連続回転運動をリンクにより往復回転運動に変換し、ガラス表面に長い嶺を当てたゴムで一定領域を扇状に払拭する。カウルトップ内に内蔵された電動機とリンク、それらにより往復回転させられるピボット、カウルトップ外に露出したピボットの頭に嵌合するアームと、その先端に取り付けられたブレードで構成されている。ブレードは払拭ゴムをガラス曲面に隙間なく追従させるため複雑なリンクを成している。これら基本構造は発明されて以来100年以上ほとんど変わっていない。
なおワイパーの駆動には、電動機のほか、1950年代以前にはエンジン吸気管側の負圧（バキューム）を動力に用いるものが広く使われていた。バキューム式はエンジンから配管を引けば使用でき、信頼性が高まる以前の電動式に比べ低コストで故障が少ないメリットがあり、1940年代までは広く用いられた。しかし、エンジン負荷が大きい高速域では負圧が落ちるため安定して作動しない欠点があり、1950年代後期以降は電動式に置き換えられて廃れていった。まれな例ではシトロエン・2CVのように機械式速度計を駆動するワイヤーケーブルから動力を取り出すものもあったが、停止中は作動せず、速度に比例した単純な動きしかできないため、一般的な方式にはならなかった。
ウインドウウォッシャー
ウインドウウォッシャーと呼ばれる洗浄剤噴射装置も装備され、ワイパーと共に使用して付着した砂塵や軽い水垢などの汚れ、軽度の霜などを溶かして除去することができる。レシプロエンジンを操縦席の前に装備する航空機には、フロントガラスに付着したオイル飛沫やグリースをガソリンで溶解洗浄するウインドウォッシャーのみ備えるものもある。
洗浄剤は一般的にはウォッシャー液と称され、主にアルコール類と界面活性剤で構成される。付加価値的に撥水機能や解氷機能をもたせたものも存在する。業務用の自動車では水のみを補充する場合もあるが、気温によっては凍結したり、ウォッシャー液のタンクや配管、ウォッシャーノズル等の腐食や劣化をまねく可能性がある。
払拭ゴム

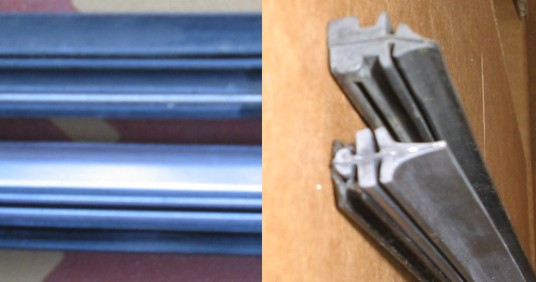
自動車用ワイパーの払拭ゴム

フロントガラス等の払拭面に直接接触するのはワイパーブレードに取り付けられたゴムで、完全に水を拭き取るものではなく、定期的な動作によりガラス面に付着した水滴を拭いながらガラス表面に薄く均一な水の膜を作り、水滴による屈折を抑えて車内からの視界を確保している。
払拭ゴムは消耗や経年劣化により払拭機能が低下するため定期的に交換する必要がある。ブレード本体も度重なるガラス面との往復によりリンクがガタつき払拭機能が低下するので、アームから外して交換することができるようになっている。
スポイラー

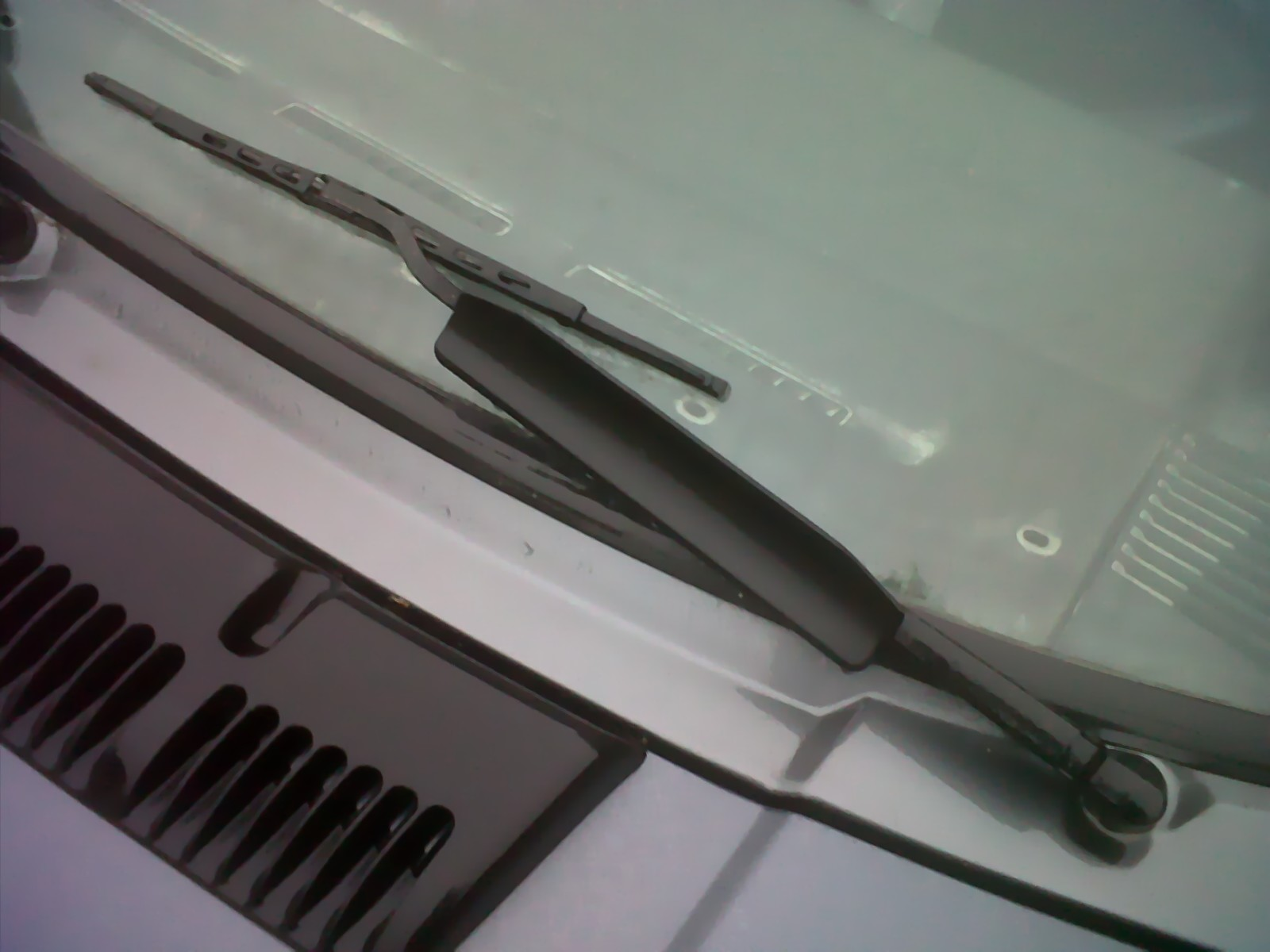
ワイパーのスポイラー

フロントガラスのワイパーは、ボディの形状によっては高速走行時の気流がガラス面と払拭ゴムの間に入り込んでブレードが浮き上がり、払拭能力が不十分になることがある。この対策として、ブレードまたはアームにへら状のスポイラーを設け、気流を利用してブレードをガラス面に押し付ける作用を持たせたものもある。
操作について

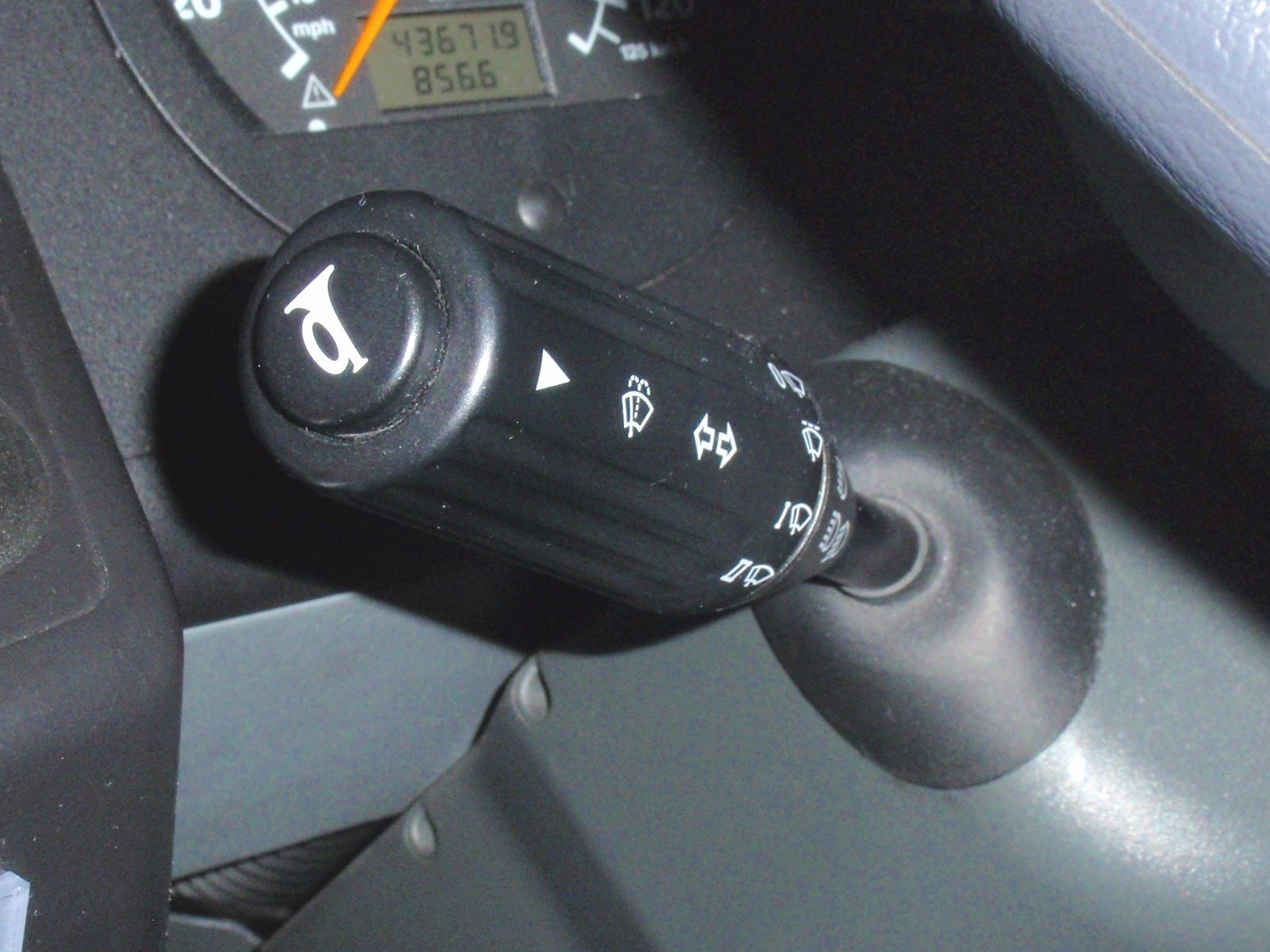
自動車のワイパーのスイッチ

現代の電動化された自動車のワイパーは、ハンドル直近の位置にすべての機能を集中したスイッチを配し、運転中でも支障なく操作できるようになっているが、1980年代に生産された自動車の一部車種においては、ダイヤル式の採用例も存在した。
発明当初は電動ではなく、フロントガラスあるいはその付近の車体を貫通したワイパーピボットに取っ手がついており、車内から手動でワイパーを操作していた。

### 種類

#### 形状
ワイパーの形状は時代背景や技術の向上そして試験的要素もあいまって、いくつかの種類が見られる。

左ハンドル車で一般的な右スイング式
右ハンドル車で一般的な左スイング式
観光バスや一部の乗用車で見られる左右両スイング式
非常に珍しいウインドウガラスの両端に固定する形状
一般車では採用例が少ないが、レース用自動車では比較的よく見られるシングル式
アームの伸縮により払拭面積を拡大したシングル式
路線バスで見られる[6]縦型両スイング式
窓の横幅が広いトラックで見られるトリプル式
ゴルフカートや建設機械などで見られる形状
一部の軍用車で見られる形状

#### 装備箇所

##### リアウインドーワイパー

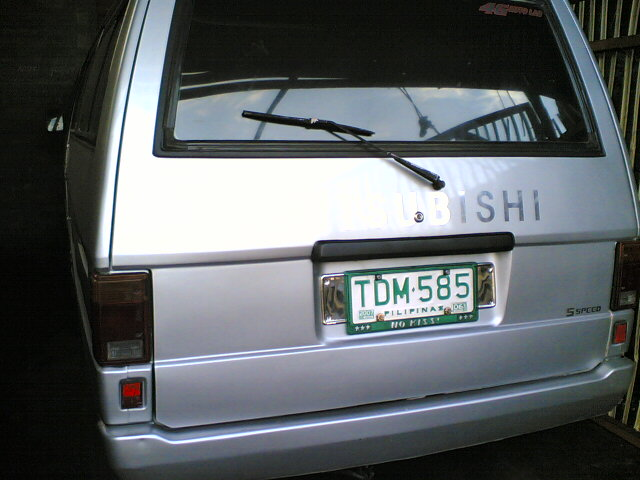
バンのリアウインドーワイパー

リアウインドーワイパーはリアガラスに装備され運行者の後方視界を確保するワイパーである。ステーションワゴンやミニバン、2ボックスハッチバック車に装備される場合が多い。これらの車種は後部にトランクがなく、ガラスがエンドパネルと同一面の上部にあるため、リアタイヤからはね上げられた汚れた水滴が付着しやすいためである。一般的には1本だが、クラウンステーションワゴンやマークⅡバン・ワゴン、セプターワゴンなど2本装着したモデルもある。

##### ヘッドランプワイパー

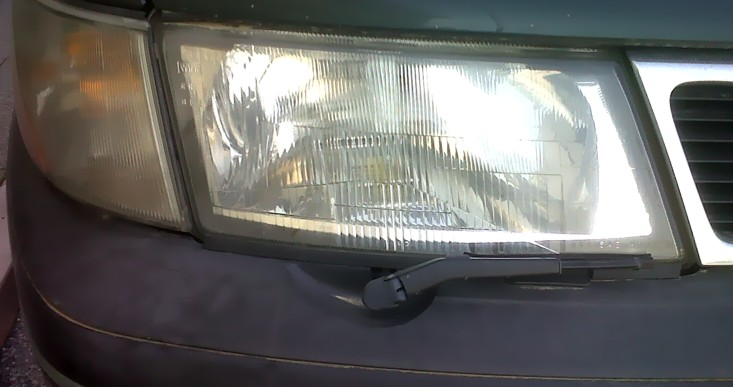
乗用車サーブ・900のヘッドランプワイパー

前照灯に装備されるワイパーである。降雪時には特に効果が高く、過去にボルボ、メルセデス・ベンツ、サーブ、日産・サファリなどに装備されていたが、レンズがガラスから合成樹脂に主流が遷移するのに従い、払拭がレンズ表面を傷めることから、洗浄液の高圧噴射で付着物を取り除くヘッドランプウォッシャーに代替されていった。
なお世界で初めて搭載されたボルボのヘッドランプワイパーは、丸形ヘッドライト中央部を軸に回転するものであった。
欧州諸国を中心に、日本、韓国、オーストラリアなども加盟する国際連合欧州経済委員会 (UNECE) による自動車基準調和世界フォーラムでは、2000ルーメン以上の光束を持つヘッドランプに洗浄装置の装備を義務付けている。

##### ウインターブレード

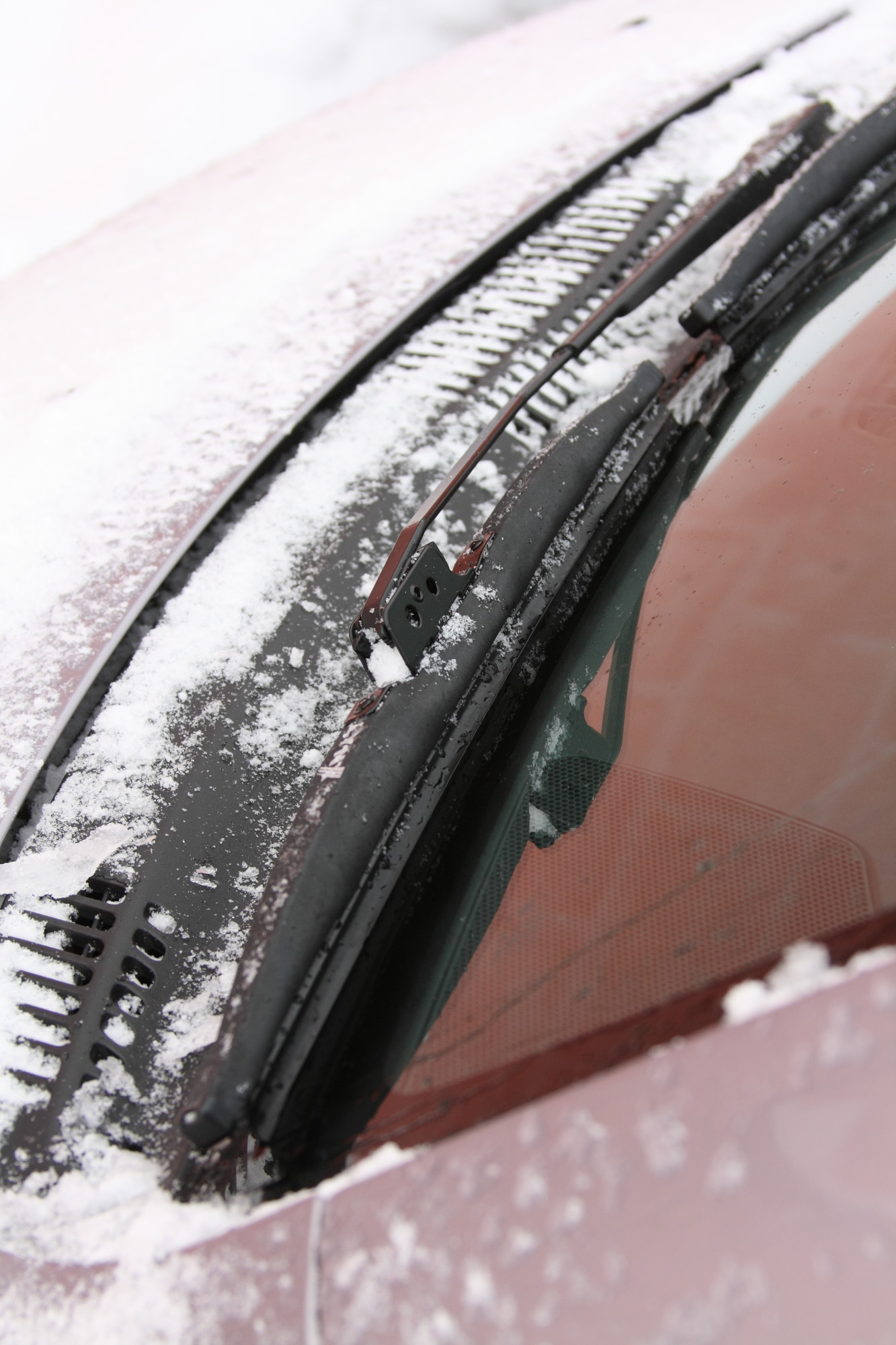
乗用車のウインターブレード

ワイパーシステムの構成部位であるブレードに降雪対策を施した特殊部品である。
降雪の程度によってはブレードの複雑なリンク部が雪詰まりによる凍結で払拭ゴムを正しくガラス面に当てられなくなり、ワイパー機能を十分に発揮しなくなる。これを防ぐためリンク部全体が薄い合成ゴムで袋状に被覆され雪付しないようにされている。また払拭ゴムは通常型の2倍程度に高さを持たせており、流動性のない雪を払い落としやすくされている。
高速走行時において、構造上風抜けが悪いためフロントガラスではモーターの負担が大きいことや、ブレードが長い場合は高さのある払拭ゴムの端が風下へ捲れやすくなる。このためウインターブレードは標準装備の通常型ブレードより1サイズ短いものを選択するのが一般的である。
フロントガラスおよびリアガラスの通常型ブレードを環境に応じ適宜付け替えて使用する。

### ワイパーの取り替え
ワイパーのゴムは使用年月と共に劣化するので、1、2年毎にワイパーを取り換える必要があり、普通乗用車では自分でも替えられる。アメリカでは、大型スーパーやハードウェアストアにITW、ボッシュなどのワイパー・ブレードが低価格品約$5、中程度品約$10、高価格品約$20が売っていて、取り付けも「J-Hook」（U字フック）などで取り付けやすいものになっているので、自分で取り替える人が多い。日本では、ワイパーのゴムのみを取り換える人も多い。 左右のワイパーの長さが違う場合があるので、要注意。

### ワイパーを立てる意味
日本の降雪地では、ワイパー本体が積雪の匍行圧で歪まないよう、またゴムが凍結によりフロントガラスに張り付き損傷しないよう、冬場は駐車時にワイパーを立てておく光景が良く見られる。これは雪質が重い日本独特の対策であるため、海外ではあまり見られない。欧州車にはワイパーを立てられない車種も存在する。

### ワイパー以外の除去装置
- ワイパー以外に、ドアミラーに付着した水滴を超音波で除去する装置や、冬季のワイパー氷結を緩める熱線プリントによるデアイサーの装備が設定されている自動車もある。
- 船舶や寒冷地における鉄道車両では、透明な円盤を回転させその遠心力で雨滴や雪を吹き飛ばす「旋回窓」も使用されている。
- ダグラス DC-8は操縦席のウインドシールドにワイパーを装備せず、エンジンコンプレッサーから抽出された圧縮空気を利用して雨などを吹き飛ばす『レインリムーバル』を搭載している。

## 清掃用具
特に不織布製などのシート（クロス）状の使い捨て化学ぞうきんを装着して用いる、柄の付いたモップ型の道具を指す。
- フロアワイパー（フローリングワイパー） - 日本では1994年[11]に花王が「クイックルワイパー」を発売開始して以降一般家庭に普及した。
- 網戸ワイパー

など

### 「ワイパー」と呼称されるその他の清掃用具
- ガラスワイパー - スクイージー参照。

## 工作機械のワイパー
工業製品の製造機器の汚れや不純物の混入を防ぐ機構（シール）をワイパー、または長音を抜いたワイパと呼称する場合がある。